# Ауди Тип T
Ауди Тип T (на немски: Audi Typ T) е модел на Ауди, произвеждан през 1931 и 1932 година като по-малък вариант на Тип SS. Моделът е известен и като Ауди Дрезден (Audi Dresden).
Двигателят е шестцилиндров редови с обем 3.8 литра. Мощността му е 75 к.с. (55 kW), максималната скорост – 100 км/ч. Агрегатът се сглобява в един от заводите на DKW в Шарфенщайн. Автомобилът е със задно задвижване и четириристепенна скоростна кутия. Спирачките са хидравлични на четирите колела.
Предлага се във вариантите лимузина с четири врати и кабриолет с две врати. Произведени са само 76 бройки, защото цената не отговаря на качествата на автомобила, а освен това той не е особено надежден.